# Viasat True Crime
 (транскр.  Вајасат тру крајм) претплатнички je телевизијски канал у власништву скандинавске медијске компаније Allente. Покренута је 6. јуна 2024. године.

## Историја
Канал се бави различитим типовима криминалне продукције. Распоред укључује криминалне програме. Viasat True Crime могу од 6. јуна гледати претплатници провајдера Canal+, UPC Polska и Orange TV. Од јула 2024. године доступан је и код сателитског оператора Polsat Box. За Чешку и Словачку станица је доступна на сателиту Eutelsat 16A, где своје услуге пружа и словачки сателитски оператер ANTIK Sat. Званично ју је у Словачкој уврстио оператер 4ka TV. Уврштавање у програм за Чешку и Словачку потврдили су и оператери Antik (само за сателитско емитовање), Telly и DIGI, Magio TV, Magenta TV и Skylink (само за сателитско емитовање).